# Nuno Tristão

Nuno Tristão auf einer alten 50 Escudos-Banknote aus Portugiesisch-Guinea (heute Guinea-Bissau)

Nuno Tristão († 1446 um Kap Verde) war ein portugiesischer Seefahrer und Entdecker.

## Leben
Als Schützling Heinrich des Seefahrers nahm Tristão an vier Entdeckungsfahrten teil. Wenigstens zwei dieser Reisen erfolgten gemeinsam mit Antão Gonçalves, einem Verwandten von João Gonçalves Zarco, des Wiederentdeckers von Madeira. 1441 befehligte er ein Schiff, das nach dem Río de Oro und Kap Blanc segelte. Auf dieser Reise brachten die Portugiesen die ersten afrikanischen Sklaven gewaltsam nach Portugal. 1443 und 1444 stach er erneut in See und erreichte den Senegal. Das Gebiet nannte er Terra dos Negros („Land der Schwarzen“). 1446 fuhr er am Kap Verde vorbei und gelangte zum Gambia. Dort wurde er durch Giftpfeile der Einheimischen, die er mit seinen Leuten als Sklaven verschleppen wollte, tödlich verletzt und starb auf der Rückfahrt bei Kap Verde.
Ob er bis zum Rio Geba in Guinea-Bissau gelangte, was man früher annahm, ist umstritten. Jedenfalls tragen in Guinea die Îles Tristao seinen Namen.